# 索马里行政区划

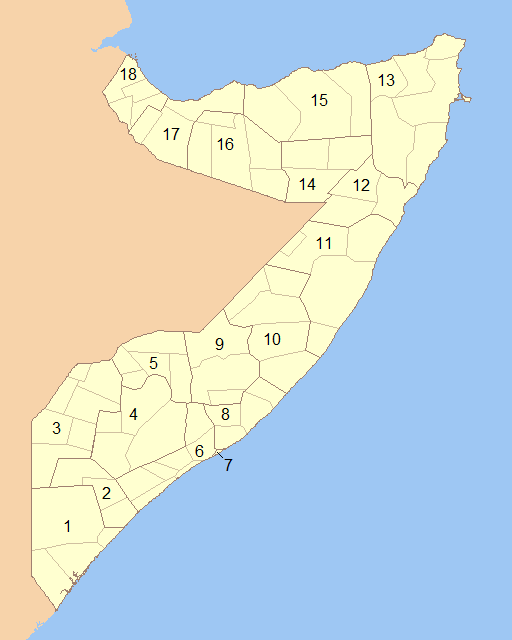
索马里行政区划。各数字所对应的州份如下：
①下朱巴州
②中朱巴州
③盖多州
④拜州
⑤巴科勒州
⑥下谢贝利州
⑦巴纳迪尔州
⑧中谢贝利州
⑨希兰州
⑩加勒古杜德州
⑪穆杜格州
⑫努加尔州
⑬巴里州
⑭索勒州（名義上）
⑮萨纳格州（名義上）
⑯托格代尔州（名義上）
⑰沃戈伊加勒贝德州（名義上）
⑱奥达勒州（名義上）

## 州
索马里联邦共和国全国划分为18州75區。
| 州               | 人口 (2014年估计) | 地理分区 | 对应的联邦成员州                |
| ---------------- | ----------------- | -------- | ------------------------------- |
| 巴纳迪尔州       | 1,650,227         | 中部地区 | 索马里联邦政府直辖区域          |
| 加勒古杜德州     | 569,434           | 中部地区 | 加勒穆杜格                      |
| 希兰州           | 520,685           | 中部地区 | 希尔谢贝利                      |
| 中谢贝利州       | 516,036           | 中部地区 | 希尔谢贝利                      |
| 下谢贝利州       | 1,202,219         | 中部地区 | 西南 · 希尔谢贝利               |
| 巴里州           | 719,512           | 东北地区 | 邦特蘭                          |
| 穆杜格州         | 717,863           | 东北地区 | 邦特蘭 · 加勒穆杜格             |
| 努加尔州         | 392,698           | 东北地区 | 邦特蘭                          |
| 奥达勒州         | 673,263           | 西北地区 | 索馬利蘭实际控制                |
| 萨纳格州         | 544,123           | 西北地区 | 索馬利蘭实际控制大部分 · 邦特蘭 |
| 索勒州           | 327,428           | 西北地区 | 索馬利蘭实际控制大部分 · 邦特蘭 |
| 托格代尔州       | 721,363           | 西北地区 | 索馬利蘭实际控制                |
| 沃戈伊加勒贝德州 | 1,242,003         | 西北地区 | 索馬利蘭实际控制                |
| 巴科勒州         | 367,226           | 西南地区 | 西南                            |
| 拜州             | 792,182           | 西南地区 | 西南                            |
| 盖多州           | 508,405           | 西南地区 | 西南 · 朱巴蘭                   |
| 中朱巴州         | 362,921           | 西南地区 | 西南 · 朱巴蘭                   |
| 下朱巴州         | 489,307           | 西南地区 | 西南 · 朱巴蘭                   |
| 卡卡尔州         | 350,000           | 东北地区 | 邦特蘭                          |

## 联邦成员州
2012年起，索马里实行联邦制。目前实控6个联邦成员州。
索马里正式分为6个联邦成员国，包括未被承认的索马里兰。
- 索马里兰
- 邦特兰
- 加勒穆杜格
- 希尔谢贝利
- 西南
- 朱巴兰

### 临时行政区
- 卡图莫。2023年10月19日，索马里联邦政府承认卡图莫为临时行政区[7]。

### 地区行政机构
- 巴纳迪尔州。巴纳迪尔州覆盖首都摩加迪沙及其周边地区，不属于任何联邦成员州[8]。